# Kickboxing en los Juegos Mundiales de 2022
El Kickboxing en los Juegos Mundiales de 2022 es uno de los deportes que forman parte de los Juegos Mundiales de 2022 celebrados en Birmingham, Alabama durante el mes de julio de 2022, y se llevó a cabo en el Auditorio Boutwell. Es la primera vez que el Kickboxing forma parte del programa oficial de los Juegos Mundiales ya que su primera aparición en 2017 fue un deporte de exhibición con reglas K1.

## Participantes
- Austria (1)
- Azerbaiyán (1)
- Bélgica (1)
- Bosnia y Herzegovina (1)
- Brasil (1)
- Bulgaria (1)
- Canadá (1)
- Croacia (1)
- República Checa (1)
- Finlandia (3)
- Alemania (1)
- Israel (2)
- Italia (2)
- Kazajistán (1)
- Kirguistán (1)
- Lituania (1)
- México (2)
- Montenegro (1)
- Países Bajos (1)
- Polonia (3)
- Portugal (2)
- Rumania (1)
- Rusia (3)
- Serbia (3)
- Eslovaquia (2)
- Eslovenia (1)
- Ucrania (5)
- Estados Unidos (3)
- Venezuela (1)

## Resultados

### Masculino
| Evento  | Oro               | Plata           | Bronce             |
| ------- | ----------------- | --------------- | ------------------ |
| 63.5 kg | Miguel Martínez   | Orfan Sananzade | Ikbol Fozilzhonov  |
| 75 kg   | Or Moshe          | Vitalii Dubina  | Petr Dvořáček      |
| +91 kg  | Bahram Rajabzadeh | Anto Širić      | Roman Shcherbatiuk |

### Femenino
| Evento | Oro                 | Plata                  | Bronce           |
| ------ | ------------------- | ---------------------- | ---------------- |
| 52 kg  | Shir Cohen          | Iwona Nieroda-Zdziebko | Daryna Ivanova   |
| 60 kg  | Stella Hemetsberger | Milana Bjelogrlić      | Alina Martyniuk  |
| 70 kg  | Aleksandra Krstić   | Alexandra Filipová     | Virve Vanhakoski |

## Medallero
| Rank                | País                | Oro | Plata | Bronce | Total |
| ------------------- | ------------------- | --- | ----- | ------ | ----- |
| 1                   | Israel              | 2   | 0     | 0      | 2     |
| 2                   | Serbia              | 1   | 1     | 0      | 2     |
| 3                   | Austria             | 1   | 0     | 0      | 1     |
| 3                   | Azerbaiyán          | 1   | 0     | 0      | 1     |
| 3                   | México              | 1   | 0     | 0      | 1     |
| 6                   | Ucrania             | 0   | 2     | 3      | 5     |
| 7                   | Croacia             | 0   | 1     | 0      | 1     |
| 7                   | Eslovaquia          | 0   | 1     | 0      | 1     |
| 7                   | Polonia             | 0   | 1     | 0      | 1     |
| 10                  | Finlandia           | 0   | 0     | 1      | 1     |
| 10                  | Kirguistán          | 0   | 0     | 1      | 1     |
| 10                  | República Checa     | 0   | 0     | 1      | 1     |
| Totales (12 países) | Totales (12 países) | 6   | 6     | 6      | 18    |